# Valère Gille

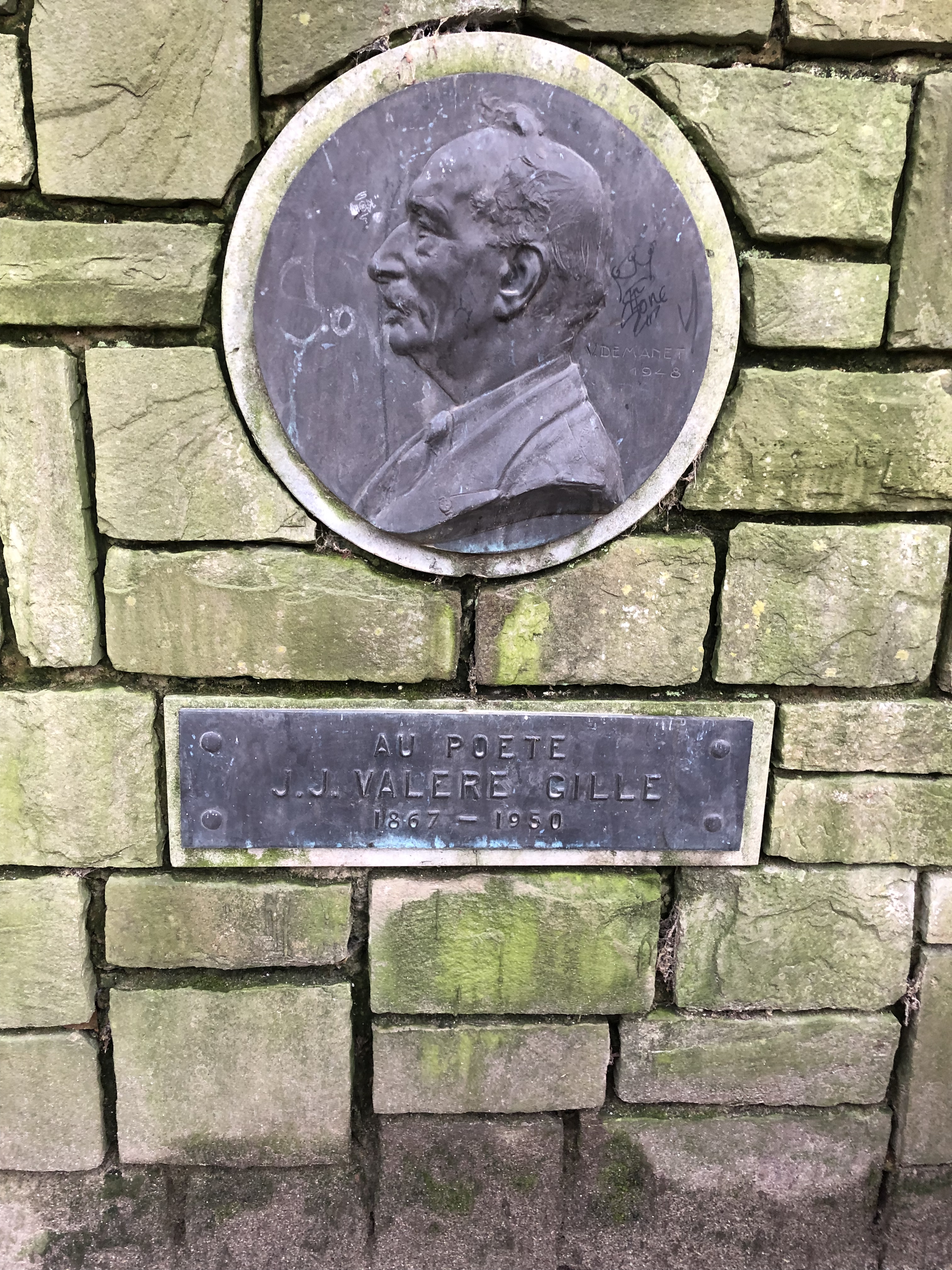
Valère Gille.

Valère Joseph Jules Gille, född den 3 maj 1867 i Anderlecht, död den 1 juni 1950, var en belgisk författare.
Gille var en av de lyriker som framgick ur kretsen kring La jeune Belgique. Gille utgav ett antal diktsamlingar, däribland La cithare (1897) och La corbeille d'octobre (1902), utmärkta av glättighet och en något kylig plastik. Gille utgav dessutom komedierna Ce n'étain qu'un rêve och Scaramouche (båda 1906).